# Godfried Opfergelt
Josef Godfried Antoon (Godfried) Opfergelt/Opfergeld (Wijnandsrade, 14 augustus 1888 – Heerlen, 3 januari 1977) was een Nederlands politicus. 
Hij werd geboren als zoon van Theodor Joseph Hubert Opfergelt (1854-1931) en Maria Magdalena Deutz (1862-1939). Zijn vader werd in 1905 de burgemeester van Wijnandsrade en was daarnaast pachter van Kasteel Wijnandsrade voor deze het in 1916 kocht. Zelf werd hij 1929, als (indirecte) opvolger van zijn vader, benoemd tot burgemeester van Wijnandsrade. Hij ging in 1953 met pensioen en overleed begin 1977 op 78-jarige leeftijd in een Heerlens ziekenhuis. 
Hij woonde lange tijd in Kasteel Wijnandsrade en kort na zijn dood werd de straat waaraan dat gebouw staat, naar hem vernoemd; de Opfergeltstraat. 